# Список чинних монархів

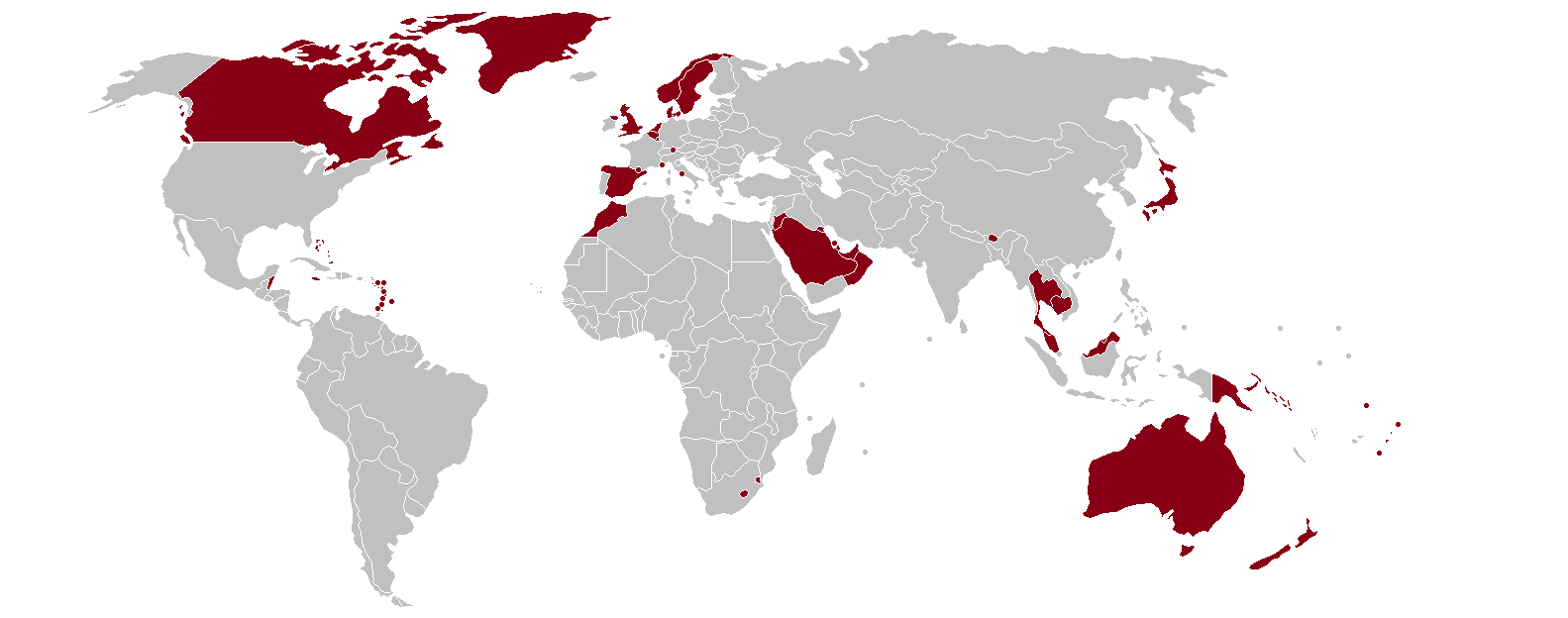
Чинні монархії світу

Станом на 2017 рік у світі існує 43 монархії. У кожній країні-монархії править один монарх за деякими винятками. В Андоррі правлять два князі: чинний президент Франції та єпископ Уржельський. Король Великої Британії також є головою низки країн Америки та Океанії, що входять до Британської Співдружності. Держава Об'єднані Арабські Емірати є федерацією семи незалежних монархій, у кожній з яких править емір.

## Європа
| Держава            | Світлина | Монарх                     | Дата народження   | Дата початку правління | Титул |
| ------------------ | -------- | -------------------------- | ----------------- | ---------------------- | --- |
| Андорра            |          | Жуан-Анрік Бібас-і-Сісілія | 24 липня 1949     | 12 травня 2003         | Князі-співправителі Андорри |
| Андорра            |          | Еммануель Макрон           | 21 грудня 1977    | 14 травня 2017         | Князі-співправителі Андорри |
| Бельгія            |          | Філіп I                    | 15 квітня 1960    | 21 липня 2013          | Його Величність Король бельгійців |
| Ватикан            |          | Лев XIV                    | 14 вересня 1955   | 8 травня 2025          | Його Святість Папа, Єпископ Риму, Вікарій Христа, Наступник Князя Апостолів, Верховний Первосвященик Вселенської церкви, Великий понтифік, Примас Італії, Архієпископ і Митрополит Римської провінції, Суверен Держави-міста Ватикан, раб Рабів Божих |
| Велика Британія    |          | Карл III                   | 14 листопада 1948 | 8 вересня 2022         | Його Величність Карл, милістю Божою Сполученого Королівства Великої Британії і Північної Ірландії та інших Його королівств і територій Король, Голова Співдружності, захисник віри |
| Данія              |          | Фредерік X                 | 26 травня 1968    | 14 січня 2024          | Його Величність Король Данії |
| Іспанія            |          | Філіп VI                   | 30 січня 1968     | 19 червня 2014         | Його Величність Король Іспанії, Кастилії, Леона, Арагона, Обох Сицилій, Єрусалима, Наварри, Гранади, Толедо, Валенсії, Галісії, Майорки, Севільї, Сардинії, Кордови, Корсики, Мурсії, Менорки, Хаен, Алгарве, Альхесіраса, Гібралтару, Іспанського Сходу і Вест-Індії, островів і материка, океанів і морів, Ерцгерцог Австрійський, Герцог Бургундський, Барбантський, Міланський, Неопартський, Граф Габсбург, Фландрії, Тіролю, Руссильона і Барселони, Владика Біскаї і Моліни |
| Ліхтенштейн        |          | Ганс-Адам II               | 14 лютого 1945    | 13 листопада 1989      | Його світлий Високість Правлячий Князь Ліхтенштейну, Герцог Троппау і Ягерндорфа, Граф Рітберга, Владика Будинку Ліхтенштейнського |
| Люксембург         |          | Анрі                       | 16 квітня 1955    | 7 жовтня 2000          | Його Королівська Високість, Милістю Божою, Великий Герцог Люксембургу, Герцог Нассау, принц Бурбон-Парми, Пфальцграф Рейнський, Граф Сайна, Кенігштайна, Катценельнбогена і Діца, Бургграф Гаммерштайна, Владика Мальберга, Вісбадена, Ідштайна, Меренберга, Лімбурга і Епштайна |
| Мальтійський орден |          | Джон Данлап                | 16 квітня 1957    | 13 червня 2022         | Його Преосвященна Високість, Князь і Великий Магістр Суверенного Військового Ордена Госпітальєрів Святого Іоанна Єрусалимського Родосу і Мальти |
| Монако             |          | Альбер II                  | 14 березня 1958   | 6 квітня 2005          | Його Світла Високість Суверенний Князь Монако, Герцог Валентинуа, Маркіз Бо, Граф Карлад, Граф Полиньяк, Барон Кальвін, Барон Бю, Сеньйор Сен-Ремі, Сір Матиньон, Граф Торіно, Барон Сен-Ло, Барон Ла Лютюм'єр, Барон Амбі, Герцог Етутвіль, Герцог Мазаріні, Герцог Маєннський, Князь Шато-Порсьян, Граф Феретті, Бельфор, Тан і Розмон, Барон Альткірш, Сеньйор Ізенхейм, Маркіз Шиллі, Граф Лонжумо, Барон Массі, Маркіз Жіскар                                                 |
| Нідерланди         |          | Віллем-Олександр           | 27 квітня 1967    | 30 квітня 2013         | Його Величність, Милістю Божою, Король Нідерландів, Принц Оранський, Принц Оранський-Нассау, Пан ван Амсберг |
| Норвегія           |          | Гаральд V                  | 21 січня 1937     | 17 січня 1991          | Його Величність Король Норвегії |
| Швеція             |          | Карл XVI Густав            | 30 квітня 1946    | 15 вересня 1973        | Його Величність Король Швеції |

## Азія
| Держава           | Світлина | Монарх                                | Дата народження | Дата початку правління | титул                                                                            |
| ----------------- | -------- | ------------------------------------- | --------------- | ---------------------- | -------------------------------------------------------------------------------- |
| Абу-Дабі          |          | Мухаммад бін Заїд Аль Нагаян          | 11 березня 1961 | 13 травня 2022         | Емір Абу-Дабі                                                                    |
| Аджман            |          | Хумайд IV ібн Рашид ан-Нуаймі         | 1931            | 6 вересня 1981         | Емір Аджмана                                                                     |
| Бахрейн           |          | Хамад ібн Іса аль-Халіфа              | 28 січня 1950   | 6 березня 1999         | Його Величність Король Бахрейну                                                  |
| Бруней            |          | Хассанал Болкіах                      | 15 липня 1946   | 5 жовтня 1967          | Його Величність Султан і Янг ді-Пертуан Брунею-Даруссаламу                       |
| Бутан             |          | Джігме Кхесар Намг'ял Вангчук         | 21 лютого 1980  | 15 грудня 2006         | Його Величність Драконовий Король Бутану                                         |
| Дубай             |          | Мохаммед ібн Рашид аль-Мактум         | 22 липня 1949   | 4 січня 2006           | Емір Дубая                                                                       |
| Йорданія          |          | Абдалла II                            | 30 січня 1962   | 7 лютого 1999          | Його Величність Король Йорданського Хашимітського Королівства                    |
| Камбоджа          |          | Нородом Сіамоні                       | 14 травня 1953  | 14 жовтня 2004         | Преах Каруна Преах Бат С'амдех Преах Б'ароменатх Най Преах Реачеаначакр Кампучеа |
| Катар             |          | Тамім бін Хамад Аль Тані              | 3 червня 1980   | 25 червня 2013         | Його Високість Емір Держави Катар                                                |
| Кувейт            |          | Мішааль аль-Ахмед аль-Джабер ас-Сабах | 25 червня 1937  | 29 вересня 2020        | Його Високість Емір Держави Кувейт                                               |
| Малайзія          |          | Абдулла                               | 30 липня 1959   | 31 січня 2019          | Шері Падука Багінда Янг ді-Пертуан Агонг Малайзії                                |
| Оман              |          | Хайтем бен Тарік Аль Саїд             | 11 жовтня 1954  | 11 січня 2020          | Його Величність Султан Омана                                                     |
| Рас-ель-Хайма     |          | Сауд бін Сакра аль-Касимі             | 10 лютого 1956  | 27 жовтня 2010         | Емір Рас-ель-Хайми                                                               |
| Саудівська Аравія |          | Салман ібн Абдул-Азіз Аль Сауд        | 31 грудня 1935  | 23 січня 2015          | Хранитель Двох Святинь, Король Саудівської Аравії                                |
| Таїланд           |          | Маха Вачиралонгкорн                   | 28 липня 1958   | 13 жовтня 2016         | Його величність Король Таїланду                                                  |
| Умм-ель-Кайвайн   |          | Сауд бін Рашид аль-Муалла             | 01 жовтня 1952  | 02 січня 2009          | Емір Умм-ель-Кувейн                                                              |
| Фуджайра          |          | Хамад II бін Мухаммад аш-Шаркі        | 25 травня 1948  | 1974                   | Емір Ель-Фуджайра                                                                |
| Шарджа            |          | Султан III бін Мухаммад аль-Касимі    | 06 липня 1939   | 25 січня 1972          | Емір Шарджі                                                                      |
| Японія            |          | Нарухіто                              | 23 лютого 1960  | 1 травня 2019          | Його Імператорська Величність Імператор Японії                                   |

## Африка
| Держава  | Світлина | Монарх      | Дата народження | Дата початку правління                             | титул                                                                               |
| -------- | -------- | ----------- | --------------- | -------------------------------------------------- | ----------------------------------------------------------------------------------- |
| Лесото   |          | Летсіє III  | 17 липня 1963   | 12 листопада 1990 — 25 грудень 1995, 7 лютого 1996 | Його Величність Король Лесото                                                       |
| Марокко  |          | Мухаммед VI | 21 серпня 1963  | 23 липня 1999                                      | Його Величність Король Марокко, Повелитель правовірних, даруй Господь йому перемогу |
| Есватіні |          | Мсваті III  | 19 квітня 1968  | 25 квітня 1986                                     | Його Величність Байезе Нгвеньяма Свазіленду                                         |

## Океанія
| Держава | Світлина | Монарх   | Дата народження | Дата початку правління | титул                        |
| ------- | -------- | -------- | --------------- | ---------------------- | ---------------------------- |
| Тонга   |          | Тупоу VI | 12 липня 1959   | 18 березня 2012        | Його Величність Король Тонга |

## Див.Також
- Список королівських домів
- Монархія
- Український монархізм
- Гетьманський рух